# Enregistrement binaural
Pour l’article homonyme, voir Binaural.

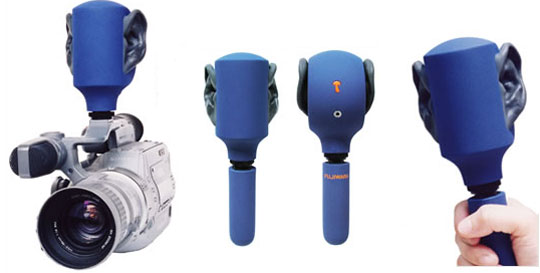
Microphone binaural

Le binaural est une des méthodes d'enregistrement cherchant à reproduire la perception sonore naturelle humaine et ce, par restitution au casque. Le principe est d'envoyer à chaque oreille un son le plus similaire possible à celui que reçoivent les oreilles quand elles écoutent une scène sonore naturelle. Cela implique d'enregistrer avec une tête artificielle et la restitution du son par un casque, car la restitution par haut-parleur introduit inévitablement une diaphonie détruisant l'effet binaural, ce qui n'a pas lieu avec un casque.

## Historique
L'histoire de l'enregistrement binaural remonte à 1881 avec l'invention du Théâtrophone.
Il est maintenant très utilisé pour des vidéos de type ASMR.
Sa première utilisation dans la musique populaire remonte à l'album de Lou Reed intitulé Street Hassle, paru en 1978 et produit par Reed et Richard Robinson. Le dispositif utilisé sur Street Hassle a été mis au point par Manfred Schunke de l'entreprise allemande Delta Acoustics. Shuncke est crédité en tant qu'ingénieur son de l'album.

## Technique
La technique binaurale s'appuie sur les caractéristiques psychophysiologiques de l'audition humaine pour localiser l'origine des sons. Elle est donc la technique de spatialisation sonore la plus proche de l'écoute naturelle. Cette technique vise à ce que les tympans de l'auditeur reçoivent des ondes de pression similaires à celles reçues en situation réelle. Le principe repose sur la reproduction au niveau des oreilles d'un auditeur de toutes les informations nécessaires pour la reproduction d'une image sonore extra-crânienne.
L'image sonore perçue, à l'image de la réalité est alors comprise par le cerveau comme étant en trois dimensions provoque ainsi un rendu de la réalité sonore fidèle. C'est en ce sens que le binaural apparaît relever de la psychoacoustique. Il ne s'agit plus d'entendre avec les oreilles, mais avec le cerveau.

### Techniques d'enregistrement
Le rendu de ces enregistrements est systématiquement stéréophonique, il se base sur les techniques Hrtf (de l'anglais head-related transfer function), et de l'interaural time difference (ou ITD)(en), de localisation sonore se différencie donc des autres techniques cherchant à spatialiser le son, car elle permet de réaliser une image sonore virtuelle tridimensionnelle dans un format stéréophonique (au casque), là ou d'autres nécessitent des installations de haut-parleurs très lourdes.

### Techniques de reproduction

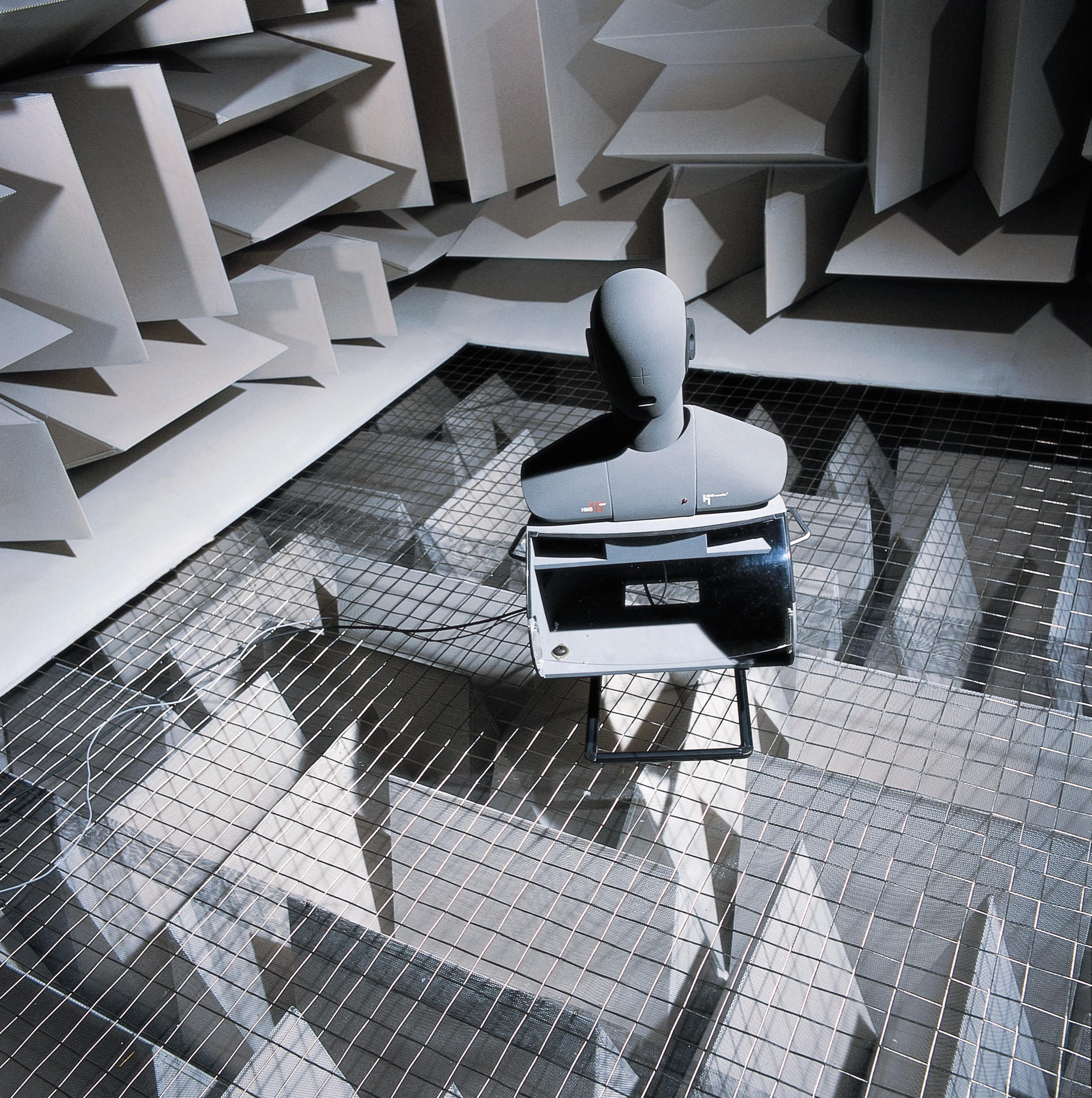
Dispositif binaural dans une chambre anéchoïque.

Une fois enregistré, l'effet binaural peut être reproduit en utilisant un casque.
La reproduction par un système de haut-parleurs reste plus délicate du fait des difficultés d'alignement temporel rencontrées

## Exemples
Le site Hyperradio de Radio France offre des productions enregistrées en son binaural, documentaires, fictions et musiques. La chaîne France Musique propose également des concerts en son binaural. 
Les albums Amazônia (2021) et Oxymore (2022) de Jean-Michel Jarre sont disponibles en version binaurale téléchargeable sur le site du musicien après saisie d'un code fourni avec la version physique de l'album (CD ou LP).
Il faut citer André Charlin qui a édité des disques "enregistrés avec tête artificielle". Se référer au site cité dans les liens externes